# Писаревський Гліб Олегович
Гліб Олегович Писаревський (рос. Глеб Оле́гович Писаре́вский, нар. 28 червня, 1976, Архангельськ, Російська РФСР) — російський важкоатлет, бронзовий призер Олімпійських ігор 2004 року, призер чемпіонату Європи.

## Біографія
Гліб Писаревський народився 28 червня 1976 року в місті Архангельськ. Тренувався під керівництвом свого батька Олега Глібовича Писаревського.
На чемпіонаті світу 2003 року зупинився за крок від медалі, посівши четверте місце. Цей успіх дав спортсмену можливість представити Росію на Олімпійських іграх 2004 року. Там Писаревський досягнув найкращого результату в кар'єрі. Він поступився Дмитру Берестову та Ігорю Разорьонову, показавши ідентичний результат із молдовським важкоатлетом Александру Братаном. Завдяки тому, що вага самого Писаревського в день змагань була меншою він став бронзовим призером змагань.
Протягом наступних років найкращим досягненням спортсмена стала срібна медаль чемпіонату Європи 2007 року. Виграти конкуренцію та поїхати на Олімпійські ігри 2008 року спортсмен не зумів, після чого він вирішив завершити кар'єру.
Закінчив Поморський державний університет.

## Результати
| Рік              | Місце              | Вага             | Ривок            | Ривок            | Ривок            | Ривок            | Поштовх          | Поштовх          | Поштовх          | Поштовх          | Загалом          | Місце            |
| Рік              | Місце              | Вага             | 1                | 2                | 3                | Місце            | 1                | 2                | 3                | Місце            | Загалом          | Місце            |
| Олімпійські ігри | Олімпійські ігри   | Олімпійські ігри | Олімпійські ігри | Олімпійські ігри | Олімпійські ігри | Олімпійські ігри | Олімпійські ігри | Олімпійські ігри | Олімпійські ігри | Олімпійські ігри | Олімпійські ігри | Олімпійські ігри |
| ---------------- | ------------------ | ---------------- | ---------------- | ---------------- | ---------------- | ---------------- | ---------------- | ---------------- | ---------------- | ---------------- | ---------------- | ---------------- |
| 2004             | Афіни, Греція      | до 105 кг        | 190.0            | 190.0            | 190.0            | —                | 225.0            | 230.0            | 230.0            | —                | 415.0            | 3                |
| Чемпіонат світу  |                    |                  |                  |                  |                  |                  |                  |                  |                  |                  |                  |                  |
| 2002             | Варшава, Польща    | до 105 кг        | 185.0            | 185.0            | 190.0            | 9                | 222.5            | 222.5            | 230.0            | 7                | 407.5            | 9                |
| 2003             | Ванкувер, Канада   | до 105 кг        | 182.5            | 182.5            | 190.0            | 10               | 222.5            | 227.5            | 235.0            | 3                | 410.0            | 4                |
| Чемпіонат Європи |                    |                  |                  |                  |                  |                  |                  |                  |                  |                  |                  |                  |
| 2007             | Страсбург, Франція | до 105 кг        | 181.0            | 181.0            | 186.0            | 3                | 215.0            | 221.0            | 225.0            | 2                | 407.0            | 2                |